# Novohrad (region)

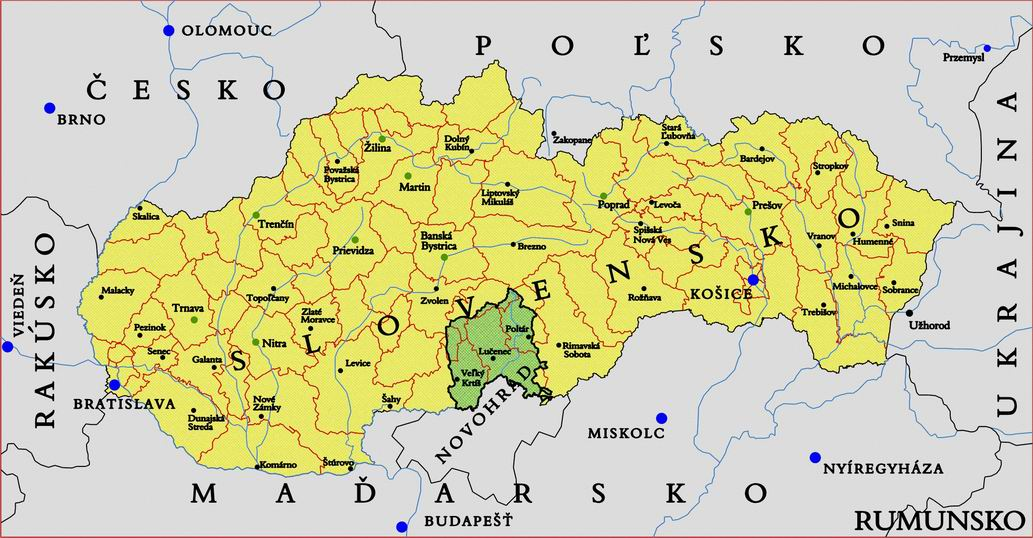
Poloha regionu

Novohrad je jeden ze slovenských regionů a turistických regionů. 

## Popis
Jde o severní část někdejší uherské župy Novohrad. Dnes tento region netvoří samostatnou územněsprávní jednotku, pojmenování Novohrad se používá jako neformální název příslušného regionu.
Na Slovensku území Novohradu dnes zabírá téměř celý okres Lučenec, přibližně 2/3 okresu Poltár, východní polovinu okresu Veľký Krtíš, jižní část okresu Zvolen (Lešť a okolí), jižní část okresu Detva a malé části okresu Rimavská Sobota.
V současnosti patří Novohrad mezi nejchudší slovenské regiony s mírou nezaměstnanosti dosahující téměř 30%.
Nejvýznamnějším centrem Novohradu je Lučenec, dalšími středisky jsou Veľký Krtíš, Poltár a Fiľakovo.

## Související článka
- Novohrad (obec)
- Novohradská župa (Uhersko)
- Nógrád
- Novohradská župa (Československo)
- Novohradsko-hontská administrativně prozatímně sjednocená župa